# Сельчук Екер
Сельчук Екер (тур. Selçuk Eker; 18 грудня 1991, Гебзе, Коджаелі) — турецький боксер.

## Аматорська кар'єра
Сельчук Екер тривалий час входив до складу збірної Туреччини і брав участь у різноманітних міжнародних турнірах, однак на чемпіонатах світу та Європи, як і на Олімпійських іграх, жодного разу медалі не здобув.
На чемпіонаті Європи 2010 у першому бою переміг Бато-Мунко Ванкеєва (Білорусь), але у чвертьфіналі програв Міші Алояну (Росія).
На чемпіонаті Європи 2011 у першому бою переміг Ельвіна Мамішзаде (Азербайджан), але у другому бою програв Георгію Балакшину (Росія).
На чемпіонаті світу 2011 програв в першому бою.
Кваліфікувався на Олімпійські ігри 2012, але на Олімпіаді програв у першому бою Чатчай Бутді (Таїланд).
На чемпіонаті Європи 2013 програв у другому бою Джону Невіну (Ірландія).
На чемпіонаті світу 2013 переміг трьох суперників, а у чвертьфіналі програв Миколі Буценко (Україна).
На Європейських іграх 2015 програв у першому бою Кайс Ашфак (Велика Британія).
Кваліфікувався на Олімпійські ігри 2016, але на Олімпіаді програв у першому бою Ху Цзяньгуань (Китай).